# Радина, Анастасия Олеговна
Анастасия Олеговна Радина (укр. Анастасія Олегівна Радіна), в девичестве — Дашкевич, в первом браке Красносельская (укр. Красносільська; род. 23 июня 1984 года, Киев) — украинский эксперт по вопросам борьбы с коррупцией, судебной и правоохранительной реформе. Член Национального совета по вопросам антикоррупционной политики (с 25 июня 2019). Народный депутат Украины IX созыва.

## Биография
Окончила юридический факультет Киевского национального экономического университета имени Вадима Гетьмана и философский факультет Киевского национального университета имени Тараса Шевченко.
Эксперт по налоговому законодательству. Была одним из лидеров кампании по созданию в Украине Высшего антикоррупционного суда. С 2016 по 2019 год — руководитель адвокационных программ Центра противодействия коррупции. С 10 июня 2019 года — член делегации Украины в Группе государств Совета Европы против коррупции (GRECO).
Эксперт проекта USAID Ukraine «Граждане в действии».
Помощник-консультант народного депутата Украины Павла Ризаненко.
Кандидат в народные депутаты от партии «Слуга народа» на парламентских выборах 2019 года, № 8 в списке. Физическое лицо-предприниматель. Беспартийнaя.
Член Комиссии по вопросам правовой реформы (с 7 августа 2019).

## Награды
Награждена орденом княгини Ольги III степени (2021).